# Márványos mézevő
A márványos mézevő (Pycnopygius cinereus) a madarak osztályának verébalakúak (Passeriformes) rendjébe és a mézevőfélék (Meliphagidae) családjába tartozó faj.

## Rendszerezése
A fajt Philip Lutley Sclater angol ornitológus írta le 1873-ban, a Ptilotis nembe Ptilotis cinerea néven.

## Alfajai
- Pycnopygius cinereus cinereus (P. L. Sclater, 1874)
- Pycnopygius cinereus dorsalis Stresemann & Paludan, 1934
- Pycnopygius cinereus marmoratus (Sharpe, 1882)[2]

## Előfordulása
Új-Guinea szigetén, Indonézia és Pápua Új-Guinea területén honos. Természetes élőhelyei a szubtrópusi és trópusi síkvidéki és hegyi esőerdők. Állandó, nem vonuló faj.

## Megjelenése
Testhossza 20–22 centiméter, testtömege 36–58 gramm.

## Életmódja
Gyümölcsökkel és nektárral táplálkozik, de fogyaszt rovarokat is.

## Természetvédelmi helyzete
Az elterjedési területe nagy, egyedszáma pedig stabil. A Természetvédelmi Világszövetség Vörös listáján nem fenyegetett fajként szerepel.